# Basileocephalus kirbyi
Basileocephalus kirbyi är en insektsart som först beskrevs av Benoit-Philibert Perroud och Xavier Montrouzier 1864.  Basileocephalus kirbyi ingår i släktet Basileocephalus och familjen Derbidae. Inga underarter finns listade i Catalogue of Life.